# Tugu Ratu
Tugu Ratu is een bestuurslaag in het regentschap Lampung Barat van de provincie Lampung, Indonesië. Tugu Ratu telt 5191 inwoners (volkstelling 2010).